# 勝山藩 (越前國)
勝山藩（日语：／ Katsuyama-han */?）是日本越前國大野郡勝山的藩，寬永元年6月8日（1624年7月23日）創藩，寬永21年3月15日（1644年4月21日）廢藩，這段時期為福井藩的支藩，元祿4年7月26日（1691年8月19日）再次創藩，明治4年7月14日（1871年8月29日）再次廢藩。石高在高峰期是35,000石，藩廳是勝山城，藩校創建於天保12年（1841年）9月，最初稱為讀書堂，天保14年5月13日（1843年6月10日）改稱成器堂，人口根據《藩制一覽》記載是3,381戶17,169人。
武家屋敷方面，小笠原家時期江戶藩邸最早設於吳服橋內，元祿11年（1698年）時轉移至下谷，享保2年（1717年）時轉移至神田橋外，文政12年（1829年）轉移至馬場先戟門外，同時期在三川町設有下屋敷，天保11年（1840年）轉移至小川町，此外在法恩寺橋旁邊也曾經設有下屋敷，藏屋敷在寶曆10年（1760年）後則位於江戶堀五丁目。

## 歷史
慶長5年（1600年），結城秀康成為越前國的國主，根據《松平家譜》記載他在翌年7月入主越前後，派家臣林定正駐守勝山，石高是9,840石。慶長17年（1612年），定正在越前騷動後被流放，翌年福井藩改派代官駐守勝山。元和9年（1623年），秀康長子福井藩藩主松平忠直被改易，福井藩也在寬永元年（1624年）時被減封180,000石。同年6月8日（7月23日），秀康六子松平直基以30,000石入主勝山而創立勝山藩，領地是大野郡1町76村約26,344石、吉田郡1村約396石和丹生郡10村約3,259石。
寬永12年8月1日（1624年7月23日），直基轉封至大野藩50,000石。同日，秀康七子木本藩藩主松平直良獲加增10,000石，以35,000石入主勝山，領地是大野郡1町92村約31,344石、吉田郡1村約394石和丹生郡10村約3,259石。寬永21年3月15日（1644年4月21日），直良轉封至大野藩50,000石，勝山藩的領地變為福井藩的預地，其後在貞享3年閏3月6日（1686年4月28日）再變為幕府領，並且在勝山設有代官所，代官分別是都筑則次、松田貞直和平岡道清。元祿3年（1690年），諸星同政取代貞直出任代官。
元祿4年7月26日（1691年8月19日），美濃高須藩藩主小笠原貞信以高須是水災之地為由提出轉封獲准，以22,777石入主勝山，領地是大野郡1町52村，由於當時勝山城已不存在，因此貞信定居於代官陣屋舊址，然而鑑於其家格原為城持，貞信因而在入主勝山後便隨即向江戶幕府提出申請復任城主。元祿9年（1696年），貞信對受九頭龍川氾濫影響較微的下流1町7村實施檢地，從而增收年貢。翌年春天，勝山藩領內的庄屋向藩主直訴要求減免年貢以及償還御用金，同年7月3日（1697年8月19日）以勝山藩讓步告終。
元祿15年7月18日（1702年8月11日），貞信之孫小笠原信辰繼位。寶永5年6月9日（1708年7月26日），他在江戶城白書院獲准重建勝山城。享保6年4月25日（1721年5月20日），酒井忠隆次子作為信辰養子而繼位，即小笠原信成。享保11年2月29日（1726年4月1日），平泉寺村的十月平由於火山性地震而發生山崩，其泥石造成女神川氾濫，下流的豬野口村以至對岸的下荒井村均受災，根據《有德院殿御實紀》記載，約有470人死去，150棟房屋和7,000石田地被沖毀。
享保15年9月11日（1730年10月22日），本多忠統次子作為信成的末期養子而繼位，即小笠原信胤。延享2年8月29日（1745年9月24日），信辰長子小笠原信房繼位。明和8年8月8日（1771年9月16日），領內百姓由於反對實施檢見法而發起一揆，最終勝山藩撤回，連帶築城也暫停。安永9年11月16日（1780年12月11日），信房之子小笠原長教繼位。天明3年（1783年）7月，長教在參勤交代的回程途中由於發生天明大噴發而晚了十天才回到勝山。同年，勝山藩也遭遇天明大饑荒，大量人餓死。天明6年4月22日（1786年5月19日），勝山城下首次爆發打毀。
寬政11年5月2日（1799年6月5日），長教次子小笠原長貴繼位。文化8年3月5日（1811年4月27日），大杉澤騷動爆發，美濃郡上藩領和幕府領等最多2,000人於勝山町聚集，並且打毀22處商家。文政5年11月2日（1822年12月14日），勝山城失火焚毀。文政11年7月27日（1828年9月6日），藩領野津又村爆發一揆，鯖江藩領、福井藩領和幕府領等41村也一同參與，並且打算向勝山町進發，不過最終以主謀被處罰而告終。文政12年6月2日（1829年7月2日），長貴就任為若年寄。天保7年7月27日（1836年9月7日），受到天保大饑荒影響，勝山城下爆發打毀。天保11年3月27日（1840年4月29日），長貴六子小笠原長守繼位。同年4月19日（5月20日），林毛川就任為勝山藩家老。嘉永元年（1848年），長守在長山興建講武台。安政2年（1855年）春天，講武台雖然完工，不過此舉加重了領民的負擔，長守為了迴避批評而罷免林毛川的家老職務，並且處其謹慎。
文久2年（1862年）3月，勝山藩的兵制從長沼流改為荷蘭式。元治元年（1864年），勝山藩在京都守護職松平春嶽的請求下派兵至京都，並且接受京都所司代的指揮。慶應元年12月（1866年1月或2月），勝山藩派兵在京都太秦一帶戒備。翌年6月，勝山藩奉命駐守京都。慶應3年（1867年）10月，勝山藩參與新政府軍。慶應4年正月3日（1868年1月27日），鳥羽伏見之戰爆發，勝山藩雖然沒有參戰，不過在正月7日（1月31日）奉命駐守暗峠阻截幕府軍的退路。同年5月，隨著北越戰爭愈演愈烈，勝山藩奉新政府軍之命提供20,000發彈藥。同年9月，勝山藩奉命派兵在御所九門戒備。明治4年7月14日（1871年8月29日），廢藩置縣。

## 歷任藩主
| 家名       | 家格                 | 名稱       | 石高     | 領地                         |
| ---------- | -------------------- | ---------- | -------- | ---------------------------- |
| 越前松平家 | 親藩 城持            | 松平直基   | 30,000石 | 越前國大野郡、丹生郡和吉田郡 |
| 越前松平家 | 親藩 城持            | 松平直良   | 35,000石 | 越前國大野郡、丹生郡和吉田郡 |
| 小笠原家   | 譜代 陣屋            | 小笠原貞信 | 22,777石 | 越前國大野郡                 |
| 小笠原家   | 譜代 陣屋↓ 譜代 城持 | 小笠原信辰 | 22,777石 | 越前國大野郡                 |
| 小笠原家   | 譜代 城持            | 小笠原信成 | 22,777石 | 越前國大野郡                 |
| 小笠原家   | 譜代 城持            | 小笠原信胤 | 22,777石 | 越前國大野郡                 |
| 小笠原家   | 譜代 城持            | 小笠原信房 | 22,777石 | 越前國大野郡                 |
| 小笠原家   | 譜代 城持            | 小笠原長教 | 22,777石 | 越前國大野郡                 |
| 小笠原家   | 譜代 城持            | 小笠原長貴 | 22,777石 | 越前國大野郡                 |
| 小笠原家   | 譜代 城持            | 小笠原長守 | 22,777石 | 越前國大野郡                 |

## 領地
| 令制國 | 郡     | 領地 |
| ------ | ------ | --- |
| 越前國 | 大野郡 | 畔川、片瀨、下毛屋、谷、竹林、聖丸、深谷、牛谷（牛ヶ谷）、中野俁、橋爪、柿島（柿ヶ島）、蕨生、萩野（萩ヶ野）、花房、龍谷、豬野毛屋、豬野、清水島、布市、松崎（松ヶ崎）、小矢谷、平泉寺、笹尾、下唯野、下動堂、六呂師、新在家、瀧波、郡、黑原、淨土寺、三谷、猿倉、豬之口（猪ノ口）、壁倉、金山、堂島、大月、森本、落合、蓑道、御領、勝山町、赤尾、西妙金島、伊波、細野口、七板、岡橫江、坂東島、岩屋、東野 |

## 註解
1. ↑  勝山現為福井縣勝山市勝山地區（日语：勝山町 (福井県)）[1]。
2. ↑  現行對應地名如下：
  - 神田橋外上屋敷現為東京都千代田區丸之內2丁目5−1[7]。
  - 法恩寺橋下屋敷現為東京都墨田區太平1丁目[6]。
  - 江戶堀五丁目現為大阪府大阪市西區江戶堀（日语：江戸堀）3丁目[8]。
3. ↑  現行對應地名如下[1]：
  - 平泉寺村現為勝山市平泉寺町平泉寺（日语：平泉寺村）。
  - 豬野口村現為勝山市豬野口（日语：猪野瀬村）。
  - 下荒井村現為勝山市遲羽町下荒井（日语：遅羽村）。
4. ↑  野津又村現為福井縣福井市南野津又町（日语：上味見村）[1]。
5. ↑  長山講武台現為勝山市長山町1丁目的長山公園[4]。

## 外部連結
- . kotobank （日语）.